# Perophthalma lasciva
Perophthalma lasciva är en fjärilsart som beskrevs av Hans Ferdinand Emil Julius Stichel 1929. Perophthalma lasciva ingår i släktet Perophthalma och familjen Riodinidae. Inga underarter finns listade i Catalogue of Life.